# LoVE GAME
『LoVE GAME』（ラブゲーム）は、有田ケイによる日本の漫画。『マガジンポケット』（講談社）にて、2024年6月6日から2025年4月10日まで木曜更新で連載された。

## あらすじ
中高一貫の男子校で苦しい日々を過ごしてきた早乙女愛助は、テニスサークルでモテモテのキャンパスライフを送るために大学入学。しかし同じ大学へ進学した中高時代のテニス部の先輩・鬼丸普史に誘われた体育会テニス部で部内のマドンナ葉山美月に会ったことで全日本テニス選手権、インカレの優勝を目指して頑張っていく。

## 登場人物
早乙女 愛助（さおとめ あいすけ）
主人公。大学1年生。短髪黒髪。高校時代はテニス部自己ベストベスト8だった。中高一貫の男子校に入って不遇の日々を送ったのでテニスサークルでモテモテのキャンパスライフを送るために勉学に励んで帝都大学に現役合格。しかし先輩普史の誘われたことで体育会テニス部に入部。そこで会った美月に好きなタイプはインカレで優勝できるぐらいテニス強いひとと言ったのでインカレ優勝目指す。モテるためなら色々と頑張るところがあり運動スキル・テクニックもそこで手に入れた。
葉山 美月（はやま みづき）
ヒロイン。大学2年生。金髪ポニーテール。理学部物理学科主席の英才でテニス部でも1年生の時、インカレ出場を果たす。愛助をテニス部入部させるきっかけを作る。
鬼丸 普史（おにまる しんじ）
大学3年生。短髪黒髪。テニス部副部長。愛助の高校時代の先輩で弱小校の緩かったテニス部を強豪チームに変えて自身も県ベスト4インターハイ出場を決めた。愛助を高校時代、特別練習で鍛えた。愛助を合コンに呼ぶと言って帝大テニス部に誘う。
四条 蒼太（しじょう そうた）
大学1年生。短髪白髪。高校時代、インターハイ出場経験があり、オクトパスと呼ばれている。愛助からライバル視される。

## 用語
千葉県立帝都大学(ちばけんりつていとだいがく)
愛助らが通う大学。

## 書誌情報
- 有田ケイ『LoVE GAME』講談社〈講談社コミックス〉、全4巻
  1. 2024年9月7日発売[3][4]、ISBN 978-4-06-536855-8
  2. 2024年12月17日発売[5]、ISBN 978-4-06-537773-4
  3. 2025年3月17日発売[6]、ISBN 978-4-06-538710-8
  4. 2025年6月17日発売[7]、ISBN 978-4-06-539760-2